# Марко Костић (фудбалер)
Марко Костић (Косовска Митровица, 10. октобар 1995) српски је фудбалски голман.

## Каријера
Костић је почео да брани у пионирима краљевачке Слоге и као кадет прешао у Раднички из Крагујевца. Касније је био први голман омладинске екипе и затим прикључен раду с првим тимом уз Огњена Чанчаревића и Жарка Трифуновића. Током такмичарске 2014/15. био је уступљен Победи из Белошевца. У Суперлиги Србије дебитовао је на сусрету претпоследњег кола исте сезоне, с екипом Јагодине. Бранио је током наредне сезоне и у Првој лиги Србије, после које је тим испао и у трећи степен такмичења. Костић је затим прешао у састав Мокре Горе, док је наредне полусезоне био је члан Трстеника. Лета 2017. приступио је Железничару из Лајковца. У следећем прелазном року приступио је Дунаву из Прахова. Вратио се у Трстеник и ту провео такмичарску 2018/19. у Српској лиги Исток. Касније је бранио за Трепчу и РСК Раброво пре него што је поново приступио матичној Слоги. У августу 2022. потписао је за Српске беле орлове.